# Boa Vista do Incra
Boa Vista do Incra es un municipio brasilero del estado de Río Grande do Sul. Su población estimada en 2007 era de 2.447 habitantes.